# Hasan Halmurzaev
Hasan Halmurzaev (n. 9 octombrie 1993, Nazran, Ingușetia, Rusia) este un judocan ce a reprezentat Rusia, medaliat olimpic. A participat la o ediție a Jocurilor Olimpice (2016) în care a câștigat o medalie de aur.

## Participări
Lista de mai jos prezintă principalele competiții la care a participat Hasan Halmurzaev de-a lungul carierei.
- Judo nos Jogos Olímpicos de Verão de 2016 - Até 81 kg masculino[*]